# Steigegraben
Der Steigegraben ist ein gut 0,7 km langer Bach im Main-Tauber-Kreis im Norden von Baden-Württemberg, der von rechts und Süden am Ortsanfang von Dittwar in den Muckbach mündet. Im Dittwarer Ortsdialekt werden der Steigegraben und der am rechten Rand seines Geländeeinschnittes zu Tal laufende Weg gleichermaßen Staach [ʃdaːx] genannt, entsprechend dem regionalen Ausdruck für das süddeutsche Wort Steige. Sein Muschelkalktal wird auch als Kniebrecheklinge bezeichnet.

## Geographie

### Verlauf
Der Steigegraben entspringt gewöhnlich auf etwa 285 m ü. NHN südlich von Dittwar, einem Stadtteil von Tauberbischofsheim, in einem von Bäumen und Gebüsch bewachsenen Graben neben einem Feld, dem entlang er nördlich auf den Ort zuläuft; bei entsprechender Witterung kann er auch noch etwas höher im Tal entstehen. Etwas unterhalb setzt sein Klingenriss ein, der einen Viertelkilometer unterhalb des gewöhnlichen Ursprungs von einem Feldweg gequert wird. Dort ist sein nun beidseits an den Schultern von Bäumen bewachsener, in den Talgrund eingeschnittener Geländetrog schon etwa 20 Meter breit. Auf etwa 245 m ü. NHN setzt diese Einfurchung aus, der Bach fließt nun entlang einer Obstwiese und dann anfangs verdolt durch das südliche Siedlungsgebiet von Dittwar etwa nordnordwestwärts. Nach Unterqueren des Kreuzwegs läuft er wieder offen in einem bewuchslosen Graben, der dann bald gegenüber dem Haus Nr. 13 an der Heckfelder Straße (L 578) von rechts in den Muckbach einfließt.
Der Steigegraben hat keine wesentlichen Zuflüsse. Der Steigweg an seinem rechten Hang verbindet Dittwar mit Oberlauda in einem Nachbartal, nahe seiner höchsten Stelle unterquert er die Bundesautobahn 81.

### Einzugsgebiet
Der Steigegraben entwässert einen rund 0,8 km² große Teilfläche, die naturräumlich gesehen zum Unterraum Umpfer-Wachbach-Riedel des Tauberlandes gehört. Es ist eine vom Muschelkalk geprägte Landschaft, der Bach selbst läuft erst im Oberen, zuletzt im Mittleren Muschelkalk. Eine von Südosten her ins Muckbachtal ziehende und dicht an der Steigegraben-Mündung endende Störungslinie versetzt Mittleren Muschelkalk auf der südwestlichen Hochscholle gegen Oberen Muschelkalk muckbachabwärts auf der Tiefscholle.
Der höchste Punkt im Einzugsgebiet liegt an dessen Südspitze im Gewann Zollstock an einem Feldwegabzweig auf etwas über 445 m ü. NHN. Hinter der linken und westlichen Wasserscheide von dort bis zur Mündung konkurriert der obere Muckbach. Von dieser steigt die rechte Wasserscheide rasch auf den 292 m ü. NHN hohen Grasberg und läuft dann südsüdostwärts bis etwas jenseits der Trasse der Bundesautobahn 81. Hinter diesem Kamm liegt das nächste rechte Nebental Lerchengraben zum Muckbach. Von der Südostecke des Einzugsgebietes auf etwa 441 m ü. NHN nahe am Dittwarer Berg  und der Autobahn bis zurück zur Südspitze gibt es noch ein kurzes Stück südsüdöstlicher Wasserscheide, hinter welcher der Oberlaudaer Bach ostwärts zur Tauber oberhalb der Muckbach-Mündung fließt.

## Geschichte
Am 21. Juni 1984, einem Fronleichnamstag, führte Starkregen zu einer Hochwasserkatastrophe in den Tälern von Muckbach und dessen Zuflüsse sowie einiger Nachbargewässer. Dittwar und die umliegenden Gemeinden waren betroffen. Die entstandenen Gesamtschäden wurden mit rund 90 Millionen Deutsche Mark beziffert.

## Kulturdenkmale am Steigweg

### Bildstöcke am Steigweg

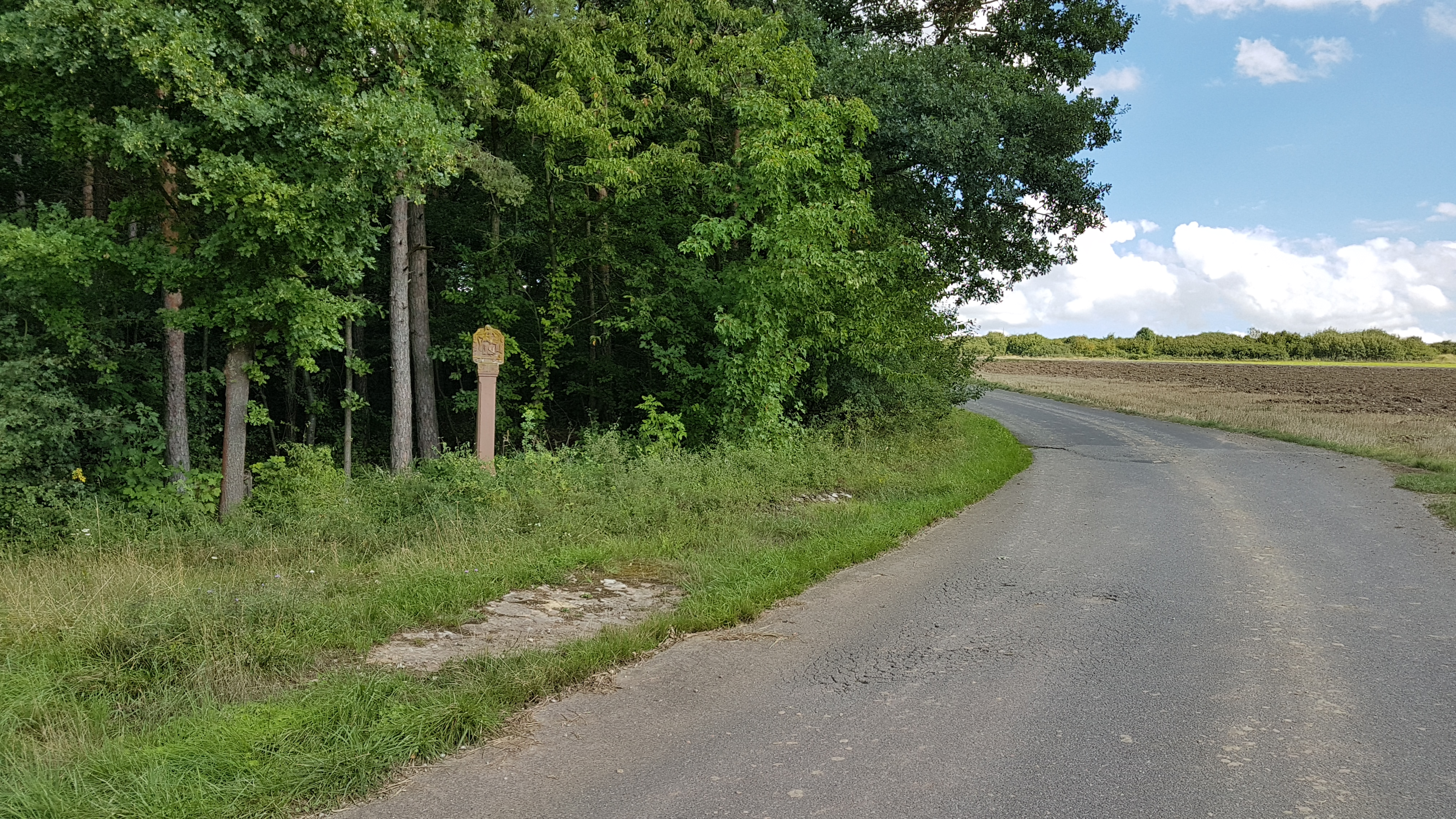
Blick südöstlich und wegaufwärts auf den Bildstock am „Staach“-Wäldchen mit einer Pietà-Darstellung von 1732

Am Steigweg am Rand des Steigegrabens stehen zwei Bildstöcke. Der erste befindet sich an der Einmündung des Steigweges in die Straße in Richtung Dittwar mit der Inschrift „Gest. Martin Both 1731 - Ernestine Both und Emma Hammerich 1902.“ Der zweite mit einer Pietà-Darstellung steht am kleinen Wäldchen an der oberen Steige wenig vor deren Autobahn-Unterquerung. Er wurde laut Inschrift im Jahre 1732 von Hans Martin Both errichtet. ⊙

### Kreuzwegstationen am Steigweg
Der am Dittwarer Friedhof beginnende Kreuzweg aus dem Jahre 1747 führt mit seiner zweiten und dritten Station zunächst den Steigweg entlang, bevor er nach rechts in den Kapellenwald mündet und bis zur Kreuzkapelle am Kreuzhölzle aufsteigt. Schon seit 1670 sind auf diesem Weg Wallfahrten zum Kreuzhölzle nachgewiesen.